# Géraldine Raths
Géraldine „Gerri“ Raths (* 2. Januar 1990 in Düsseldorf) ist eine deutsche Schauspielerin.

## Leben
Die Eltern von Géraldine Raths stammen aus Luxemburg. Als sie 11 Jahre alt war, zog ihre Familie nach Berlin. Durch ihren Vater, den luxemburgischen Theater- und Filmschauspieler Jean-Paul Raths, kam sie früh mit dem Film in Kontakt. Ihre Karriere begann bei einer Kinderagentur. Ihre ersten Rollen beim Fernsehen hatte sie 2003. Im Jahr 2009 legte Géraldine Raths in Berlin das Abitur und das Baccalauréat ab.

## Filmografie (Auswahl)
- 2004: Polizeiruf 110 (Fernsehserie, Episode: Dumm wie Brot)
- 2005: Balko (Fernsehserie, Episode: Mittwochs Geheimnis)
- 2006: Niemand liebt dich so wie ich (Kurzspielfilm)
- 2006: Tatort (Fernsehreihe, Episode: Kunstfehler)
- 2006: Rick & Olli (Fernsehserie, 6 Folgen)
- 2007: Max Minsky und ich
- 2008: Unter (Kurzfilm)
- 2009: Tierisch verliebt (Fernsehfilm)
- 2011: Die Stein (Fernsehserie, 13 Episoden)
- 2012: Die Draufgänger (Fernsehserie, 4 Episoden)
- seit 2012: Löwenzahn (Fernsehserie)
- 2013: Alles Chefsache! (Fernsehfilm)
- 2014: In aller Freundschaft (Fernsehserie, Episode: Hochfliegende Träume)
- 2018–2020: Tonio & Julia (Fernsehreihe)[2]
  - 2018: Kneifen gilt nicht
  - 2018: Zwei sind noch kein Paar
  - 2019: Schuldgefühle
  - 2019: Wenn einer geht
  - 2019: Ein neues Leben
  - 2019: Schulden und Sühne
  - 2020: Nesthocker
  - 2020: Der perfekte Mann
  - 2020: Dem Himmel so nah
  - 2020: Mut zu Leben
- 2023: Die Rosenheim-Cops, (Fernsehserie, Episode: Eine elegante Ausrede)
- 2023: Schloss Einstein & Die Pfefferkörner – Auf Gangsterjagd